# Разборка в Маниле
«Разбо́рка в Мани́ле» (англ. Showdown in Manila) — боевик совместного производства России и США. Премьера состоялась 18 февраля 2016 года в кинотеатрах Минска, Москвы и Санкт-Петербурга.

## Сюжет
В центре сюжета — двое детективов, один из которых — русского происхождения. Их целью является поимка международного террориста. Поиски приводят их в хорошо охраняемый лагерь наёмников в джунглях, поэтому им приходится собрать команду, чтобы ликвидировать террористов.
По словам продюсера и исполнителя главной роли Александра Невского, основная идея фильма — показать, что России и США необходимо объединиться в антитеррористическую коалицию.

## В ролях
| Актёр               | Роль                 |
| ------------------- | -------------------- |
| Александр Невский   | Ник Пэйтон / Николай |
| Каспер Ван Дин      | Чарли                |
| Кэри-Хироюки Тагава | Алдрик Кол           |
| Марк Дакаскос       | Мэтью Уэлс           |
| Маттиас Хьюз        | Дорн                 |
| Дмитрий Дюжев       | Виктор               |
| Оливье Грюнер       | Форд                 |
| Синтия Ротрок       | Хайнс                |
| Тиа Каррере         | миссис Уэлс          |
| Дон «Дракон» Уилсон | Диллон               |
| Роберт Мадрид       | Карлос               |
| Полина Буторина     | Лариса               |

## Съемочная группа
- Режиссёр — Марк Дакаскос
- Исполнительные продюсеры — Анджей Бартковяк, Александр Изотов
- Продюсер — Александр Невский
- Композитор — Шон Мюррей
- Оператор — Руди Харбон

## Съёмки
Фильм был анонсирован в конце 2014 года, а съёмки начались 9 марта 2015 года. Съёмки прошли на Филиппинах — в городе Манила и в джунглях. Фильм стал дебютной режиссёрской работой Марка Дакаскоса. Съёмки завершились в апреле 2015 года. Один из продюсеров фильма Александр Невский назвал этот фильм альтернативной версией «Неудержимых», а также заявил, что лично приедет представлять фильм российским зрителям в Москве и Санкт-Петербурге. Российская премьера картины состоялась в кинотеатре «Октябрь» в Москве 9 февраля 2016 года. Позднее, Александр Невский посетил премьеры картины в Санкт-Петербурге (10 февраля), Сочи (11 февраля), Серпухове (13 февраля), Рязани (14 февраля), Новосибирске (16 февраля), а также Минске, Алма-Ате и Челябинске. По данным журнала «Бюллетень кинопрокатчика», кассовые сборы фильма за первые две недели проката составили 1 952 494 рублей.

## Кастинг
В фильме принимают участие многие звёзды боевиков 1980—1990-х годов. Актёрский состав был утверждён в конце 2014 года. По словам Александра Невского, Марк Дакаскос пытался привлечь для съёмок Монику Беллуччи, но актриса не стала принимать участие в фильме, поэтому её заменила Тиа Каррере.

## Критика
Фильм получил исключительно отрицательные оценки от кинокритиков. Отмечались плохая актёрская игра почти всех, за исключением Каспера Ван Дина, плохая операторская работа, низкопробные спецэффекты и компьютерная графика, низкое качество постановки боевых сцен, несмотря на присутствие в фильме специалистов по боевым искусствам. О фильме писали: «Ни глубины, ни сюжета — просто нарезка из мало связанных между собой событий» (КГ-портал), «Шлак, в котором позорятся участники боевичков столетней давности» (Алекс Экслер), «Непотребство, снятое за выходные, с участниками съёмочной группы и грузчиками на вторых ролях» (BadComedian).
Критиками подчёркивалось сходство с боевиками 1980-х годов с точки зрения подбора актёров и с технической стороной съёмок. Ряд критиков дали разгромные оценки фильму, сравнивая его с такими картинами как «Комната» Томми Вайсо и «Цветок дьявола» Екатерины Гроховской.